# Elle
Az ELLE egy világszerte megjelenő női magazin. Magyarországon 2001 óta jelenik meg; az ELLE Magyarország 2008-ban Superbrands-díjat kapott.
2019 novemberében a Central Médiacsoport bejelentette a lap megszűnését, de 2020 decemberében a Media1 úgy értesült, mégsem szűnik meg a magazin, mert a konkurencia, Milkovics Pál cége átveszi.

## Mottója
„Du sérieux dans la frivolité, de l'ironie dans le grave”
(Komolyság a könnyelműségben, irónia a komolyságban) Hélène Gordon-Lazareff

## Története

### A kezdetek
A magazin alapítói Pierre Lazareff (1907-1972), és felesége, Hélène Gordon-Lazareff (1909-1988) voltak. Az ELLE magazin első száma 1945. november 21-én jelent meg Franciaországban. Miután hazajöttek Amerikából a háború sújtotta Franciaországba, Hélène Gordon-Lazareff egy hónap alatt összeállította elképzelt lapjának az első számát. A vállalkozásnak férje adott két szűk irodahelyiséget a France-Soir székhelyén, a Rue Réaumur utcában, ahol a kezdeti munkát elkezdhették. Elsősorban a ráérzés, és tehetség volt az, ami ebben az időben az ELLE-t jellemezte. Igaz ez a névválasztásra is, hisz bár maga a név franciául „Őt” jelent, ez valójában Hélène neve-volt franciául kiejtve (ELLE-n). Mivel 1945-ben nem volt színes fotózás Franciaországban, ezért Hélène Gordon-Lazareff kiegészítőket kölcsönzött, köztük 15 Lilly Dache kalapot, amelyet az első címlaphoz Manhattanben fotóztatott le. Az ELLE egy olyan generációnak mutatott utat, amelyik a romok közül érkezett. A luxus, amit mutatott nem pénzre alapozott, hanem a választás szabadságára.
Az ’50-60-as években divatban volt a divat. Minden magára valamit is adó nőnek volt varrónője, aki az ELLE-ben megjelent fotók alapján dolgozott. Ebben az időben a divatfotók igazi kihívást jelentettek. Minden fotó információt hordozott: minden varrásnak látszani kellett a fotókon, mert a varrónők az ELLE fotói alapján dolgoztak. Az ELLE divatlapként indult, és a mai napig megtartotta ezt a vonalat, hiszen ez alkotta meg az identitását. Végigkísérte a nőmozgalmakat, részt vett a nők felszabadításában, kimondta, hogy egy nőnek fontos, hogy el tudja tartani saját magát, hogy független legyen. A 60-as évek közepére a szerkesztőség már közel 3 emeletet foglalt el a Rue Réaumur utcai irodaházban. Ahogy az ELLE növekedett, az érdeklődése is kiszélesedett: nyaralás tervezése, tanácsok szerelmi ügyekben, főzési- és varrási útmutatások, gyerekszüléssel/születéssel kapcsolatos kérdések. Az ELLE volt az első mainstream magazin, amely a nők generációjának hangjaként szolgált. A filozófiai alap, amelyre az ELLE épült, és amelyen ma is nyugszik, az a stílus, tartalommal. A 80-as évek sok áttörő női magazint eredményezett: The Face, i-D, Q, Arena, Marie Claire stb. Leginkább azért, mivel az évszázad egyik leginkább stílus,- és öntudatos évtizede volt, de az ELLE magazin tele volt küldetéssel.

### Nemzetközi terjeszkedés
A ’80-as években kezdődött meg az ELLE nemzetközi terjeszkedése, először az Amerikai Egyesült Államokban (1985), amelyet azóta több mint 40 kiadás követett több mint 60 országban. Tulajdonképpen az amerikai megjelenés is egy véletlennek volt köszönhető, annak ellenére, hogy a tulajdonosok hittek az ELLE nemzetközi lehetőségeiben, a stílus, design, és logó különlegességében. A történet 1983-ban kezdődött, amikor a Bloomingdale’s áruház francia napokat tartott (Fêtes de France), és váratlanul 90 000 példány ELLE fogyott el a lap francia kiadásából Catherine Deneuve-vel a címlapon. Ezt két megjelenés követte 1984-ben, majd 1985-től havi rendszerességgel jelent meg a magazin az Egyesült Államokban is. Ma az ELLE a világ első számú divatmagazinja, 42 kiadással, 21,5 millió olvasóval, 6 millió eladott példánnyal világszerte, az Elle Decor, Elle Girl, Elle Man, további magazinokkal, megcélozva a luxus belsőépítészet és lakberendezés iránt érdeklődőket, a fiatalabb korosztályt, valamint a divat iránt érdeklődő férfiakat is.

#### Nemzetközi terjeszkedés és a kiadások kezdete
| Franciaország      | 1945 | Csehország               | 1994 |
| Egyesült Államok   | 1985 | Thaiföld                 | 1994 |
| Egyesült Királyság | 1985 | Dél-Afrika               | 1996 |
| Hong Kong          | 1987 | India                    | 1996 |
| Olaszország        | 1987 | Oroszország              | 1996 |
| Németország        | 1988 | Norvégia                 | 1997 |
| Brazília           | 1988 | Románia                  | 1997 |
| Kína               | 1988 | Törökország              | 1999 |
| Spanyolország      | 1988 | Kanada                   | 2001 |
| Görögország        | 1988 | Magyarország             | 2001 |
| Portugália         | 1988 | Ukrajna                  | 2001 |
| Svédország         | 1988 | Horvátország             | 2002 |
| Hollandia          | 1989 | Belgium                  | 2003 |
| Japán              | 1989 | Belgium (francia kiadás) | 2003 |
| Québec             | 1989 | Bulgária                 | 2005 |
| Tajvan             | 1991 | Szerbia                  | 2005 |
| Korea              | 1992 | Szlovénia                | 2005 |
| Szingapúr          | 1993 | Közel-Kelet              | 2006 |
| Argentína          | 1994 | Dánia                    | 2008 |
| Mexikó             | 1994 | Finnország               | 2008 |
| Lengyelország      | 1994 | Indonézia                | 2008 |

## Tulajdonosok
A lapot 1945 óta a Hachett családi vállalkozás adta ki, 1980-ban a MATRA ipari hajtókar és motorgyártó konglomerátum tulajdonába került a kiadó, és vele együtt a magazin is. Daniel Fillipacchi barátjával, Jean-Luc Lagardère-rel, aki a MÁTRA igazgatója volt, a céget egy multinacionális médiavállalattá alakították át, és megalakult a Hachette Fillipacchi Medias. Ma a Hachette Filipacchi Medias a Lagardére csoport média divíziójának, a Lagardére Active-nak a része. Ma e cég a világ elsőszámú média-birodalma közel 60 millió nyomtatott és digitális média fogyasztóval, olyan márkákat tudva a portfóliójában, mint a Car and Driver, Road & Track, ELLE, ELLE Decor, ELLE Girl, ELLE Man, Metropolitan Home, PointClickHome, Woman’s Day, Popular Photography stb.

## Híres nők, modellek, írók és tervezők
- Françoise Giroud – az Elle első főszerkesztője
- Catherine Deneuve – színésznő, akivel a nemzetközi sikerek elkezdődtek
- Edmonde Charles-Roux – Goncourt díjas írónő
- Françoise Groud – író, forgatókönyvíró, a lap egykori főszerkesztője
- Brigitte Bardot – színésznő
- Naomi Campbell – modell
- Françoise Sagan – író
- Simone Signoret – színésznő
- Vanessa Paradis – színésznő
- Coco Chanel – divattervező
- Sonia Rykiel – divattervező
- Isabelle Adjani – színésznő
- Sophie Marceau – színésznő
- Hubert de Givenchy – divattervező
- Audrey Hepburn – színésznő
- Christian Dior – divattervező
- Jean-Dominique Bauby - író, szerkesztő

## Olvasótábor
- Aktív, 25-49 éves, ABC1 (ind. 166)
- Városban él (82%)
- Magasan képzett, magas vásárlóerő jellemzi
- Nem ár-érzékeny
- Széles látókörű, magas kultúrafogyasztó (ind. 322)
- Határozott, döntéshozó
- Lojális[6]

## Általános információk
- 42 000 példányszámban jelenik meg havonta
- 845 Ft a fogyasztói ára/hó
- 7 560 Ft az éves előfizetői díja
- Átlag 220 oldal a terjedelme
- A Lapker Zrt. országos hálózatában terjesztett
- 215×280 mm a vágott mérete

## Rovatai
- Divat: Kifutói riportok, háttér, sztár trendek a szezonban, stílusos vásárlási tanácsok
- Szépség: A legújabb smink termékek, szépség titkok és trendek
- Egészség és Wellness: Szélesebb tájékoztatás az egészség és a wellness világából
- Nők: Emberi történetek, amelyek a nők helyzetével foglalkoznak
- Társadalom: Környezet, szexualitás, pszichológia, munka stb. a nők életének minden oldalát érintve
- Utazás: Útmutató a világ legdivatosabb és még ismeretlen helyeire
- Radar: Amit nem szabad kihagyni, könyvek, filmek, zene, színház, művészet, események és hírességek
- Divathírek: Minden a modellekről, üzletnyitásokról, termék bevezetésekről, divatos termékek és trendek
- Vásárlás: A legújabb divat legjobb válogatásai, és a szezon „kötelező” darabjai